# Ommatius bicolor
Ommatius bicolor là một loài ruồi trong họ Asilidae. Ommatius bicolor được Martin miêu tả năm 1964. Loài này phân bố ở vùng nhiệt đới châu Phi.